# Automeris diavolanda
Automeris diavolanda é uma espécie de mariposa do gênero Automeris, da família Saturniidae.
Sua ocorrência foi registrada no Peru, departamento de Pasco, província de Oxapampa, floresta úmida, a 2.511 m de altitude.